# Saint-Pierre-en-Faucigny
Saint-Pierre-en-Faucigny és un municipi francès situat al departament de l'Alta Savoia i a la regió d'Alvèrnia-Roine-Alps. L'any 2007 tenia 5.727 habitants.

## Demografia

### Població
El 2007 la població de fet de Saint-Pierre-en-Faucigny era de 5.727 persones. Hi havia 2.175 famílies de les quals 525 eren unipersonals (217 homes vivint sols i 308 dones vivint soles), 624 parelles sense fills, 895 parelles amb fills i 131 famílies monoparentals amb fills.
La població ha evolucionat segons el següent gràfic:
Habitants censats

### Habitatges
El 2007 hi havia 2.475 habitatges, 2.216 eren l'habitatge principal de la família, 53 eren segones residències i 206 estaven desocupats. 1.549 eren cases i 892 eren apartaments. Dels 2.216 habitatges principals, 1.451 estaven ocupats pels seus propietaris, 685 estaven llogats i ocupats pels llogaters i 80 estaven cedits a títol gratuït; 64 tenien una cambra, 180 en tenien dues, 429 en tenien tres, 664 en tenien quatre i 880 en tenien cinc o més. 1.868 habitatges disposaven pel capbaix d'una plaça de pàrquing. A 880 habitatges hi havia un automòbil i a 1.174 n'hi havia dos o més.

### Piràmide de població
La piràmide de població per edats i sexe el 2009 era:
| Homes | Edats   | Dones |
| ----- | ------- | ----- |
| 4     | 95 o +  | 4     |
| 4     | 90 a 94 | 8     |
| 12    | 85 a 89 | 16    |
| 24    | 80 a 84 | 36    |
| 56    | 75 a 79 | 84    |
| 92    | 70 a 74 | 84    |
| 80    | 65 a 69 | 80    |
| 68    | 60 a 64 | 88    |
| 132   | 55 a 59 | 100   |
| 184   | 50 a 54 | 148   |
| 192   | 45 a 49 | 172   |
| 220   | 40 a 44 | 240   |
| 248   | 35 a 39 | 240   |
| 224   | 30 a 34 | 192   |
| 184   | 25 a 29 | 192   |
| 108   | 20 a 24 | 92    |
| 180   | 15 a 19 | 148   |
| 184   | 10 a 14 | 212   |
| 212   | 5 a 9   | 196   |
| 188   | 0 a 4   | 164   |

## Economia
El 2007 la població en edat de treballar era de 3.791 persones, 2.986 eren actives i 805 eren inactives. De les 2.986 persones actives 2.781 estaven ocupades (1.514 homes i 1.267 dones) i 205 estaven aturades (72 homes i 133 dones). De les 805 persones inactives 240 estaven jubilades, 313 estaven estudiant i 252 estaven classificades com a «altres inactius».

### Ingressos
El 2009 a Saint-Pierre-en-Faucigny hi havia 2.240 unitats fiscals que integraven 5.834 persones, la mediana anual d'ingressos fiscals per persona era de 22.747 €.

### Activitats econòmiques
Dels 325 establiments que hi havia el 2007, 2 eren d'empreses extractives, 6 d'empreses alimentàries, 8 d'empreses de fabricació de material elèctric, 2 d'empreses de fabricació d'elements pel transport, 46 d'empreses de fabricació d'altres productes industrials, 54 d'empreses de construcció, 77 d'empreses de comerç i reparació d'automòbils, 14 d'empreses de transport, 13 d'empreses d'hostatgeria i restauració, 2 d'empreses d'informació i comunicació, 12 d'empreses financeres, 21 d'empreses immobiliàries, 30 d'empreses de serveis, 24 d'entitats de l'administració pública i 14 d'empreses classificades com a «altres activitats de serveis».
Dels 86 establiments de servei als particulars que hi havia el 2009, 1 era una oficina de correu, 2 oficines bancàries, 1 funerària, 18 tallers de reparació d'automòbils i de material agrícola, 2 tallers d'inspecció tècnica de vehicles, 7 paletes, 14 guixaires pintors, 9 fusteries, 6 lampisteries, 7 electricistes, 2 empreses de construcció, 6 perruqueries, 1 veterinari, 4 restaurants, 2 agències immobiliàries i 4 salons de bellesa.
Dels 17 establiments comercials que hi havia el 2009, 3 eren grans superfícies de material de bricolatge, 1 una gran superfície de material de bricolatge, 1 una botiga de més de 120 m², 4 fleques, 1 una fleca, 1 una peixateria, 2 botigues de roba, 2 botigues d'electrodomèstics i 2 floristeries.
L'any 2000 a Saint-Pierre-en-Faucigny hi havia 26 explotacions agrícoles que ocupaven un total de 480 hectàrees.

## Equipaments sanitaris i escolars
Els 2 equipaments sanitaris que hi havia el 2009 eren farmàcies.
El 2009 hi havia 3 escoles elementals. Saint-Pierre-en-Faucigny disposava d'un col·legi d'educació secundària amb 529 alumnes.

## Poblacions més properes
El següent diagrama mostra les poblacions més properes.